# Patrocinador
Patrocinador é  pessoa física ou  jurídica que assume a responsabilidade financeira e assistencial de manutenção, marketing e promoção, de pessoa ou grupo, time ou equipe, ou eventos.

Material de divulgação da marca SBD Apparel patrocinador da atleta Ana Castellain, na Taiwan Fitness Expo 2018.

O Patrocinador quase sempre têm o retorno de seu Investimento através de publicidade e marketing, valendo para isto da utilização da imagem e do nome de quem está sob seu patrocínio. Algumas vezes também usufruem de direitos de abatimento em impostos e contribuições estaduais ou federais.